# Almati (região)
Almati, ou Almaty (em cazaque:  Алматы облысы, Almatı oblısı, الماتى وبلىسى; em russo:  Алматинская область) é uma região do Cazaquistão. Sua capital é Taldykorgan, que tem uma população de 123.000 habitantes. 

## Geografia
Almati é a região que rodeia a cidade de Almati. A região limita com Quirguistão e Xinjiang na República Popular da China. A região também toca três outras regiões do Cazaquistão: Jambyl (região) para o oeste, Karaganda (região) para o noroeste, e Cazaquistão Oriental (região) para o norte. A região de Almati tem uma área de 224 000 quilômetros quadrados.